# Ото IV фон Геролдсек
Ото IV фон Геролдсек (на немски: Otto IV von Geroldseck; † сл. 1188) от благородническата фамилия на господарите на Геролдсек, е фогт на Маурсмунстер и Хазлах.

## Произход
Той е син на Ото III фон Геролдсек († сл. 1163), фогт на Маурсмунстер. Внук е на Буркард I фон Геролдсек († сл. 1147) и правнук на Ото I, фогт на Маурсмунстер († сл. 1127).

## Фамилия
Ото IV фон Геролдсек се жени за Агнес († сл. 1200). Те имат един син:
- Буркард IV фон Геролдсек (* пр, 1193; † сл. 1238), господар на Геролдсек-Вазихен в Елзас, женен за дъщеря на вилдграф Герхард I фон Кирбург (* ок. 1145; † сл. 1198)